# Беннетт, Дуглас
Ду́глас Хейг Бе́ннетт (англ. Douglas Haig Bennett; 13 сентября 1918, Сен-Ламбер — 28 июня 2008, Монреаль) — канадский гребец-каноист, выступал за сборную Канады во второй половине 1940-х годов. Серебряный призёр летних Олимпийских игр в Лондоне, многократный победитель и призёр регат национального значения.

## Биография
Дуглас Беннетт родился 13 сентября 1918 года в городе Сен-Ламбер провинции Квебек. В детстве серьёзно занимался плаванием и хоккеем, в частности в 1937 году выступал за молодёжный состав хоккейного клуба «Монреаль Роялс». Однако карьера в плавании и хоккее шла медленно, поэтому в какой-то момент он решил перейти в греблю на каноэ.
В период 1934—1939 годов Беннетт в общей сложности семь раз становился чемпионом Канады в различных гребных дисциплинах. Он прошёл отбор на Олимпийские игры 1940 года, но эти Игры не состоялись из-за начавшейся Второй мировой войны.
По окончании войны Дуглас Беннетт вернулся в большой спорт и продолжил побеждать на регатах национального уровня. В частности, в 1947 году он завоевал титул чемпиона Канады сразу в трёх дисциплинах: одиночках, двойках и четвёрках. В результате по итогам сезона был признан лучшим спортсменом Монреаля. Позже вошёл в основной состав канадской национальной сборной и благодаря череде удачных выступлений удостоился права защищать честь страны на летних Олимпийских играх 1948 года в Лондоне — в зачёте одиночных каноэ на дистанции 1000 метров занял среди шести спортсменов второе место и заслужил тем самым серебряную олимпийскую медаль (на финише его опередил только чехословацкий гребец Йозеф Голечек, оторвавшийся более чем на одиннадцать секунд). Также стартовал здесь вместе с напарником Гарри Полтоном в двойках на тысяче метрах и остановился в шаге от призовых позиций — финишировал лишь четвёртым позади экипажей из Чехословакии, США и Франции.
После завершения карьеры профессионального спортсмена работал инженером в канадской телекоммуникационной компании Bell Canada, при этом вплоть до глубокой старости продолжал периодически заниматься греблей на каноэ.
Умер 28 июня 2008 года в пригороде Монреаля в возрасте 89 лет.